# Gustav Schweisfurth
Gustav Schweisfurth (* 3. April 1928 in Eichen; † 8. November 2016 ebenda) war ein deutscher Unternehmer, Brauingenieur und Sportfunktionär.

## Leben
Schweisfurth studierte in Düsseldorf. Er leitete langjährig die Eichener Brauerei. Bereits während der Schulzeit war er erstmals im großväterlichen Unternehmen tätig. 2003 ging er in den Ruhestand.
Schweisfurth schloss sich 1942 dem TV Eichen 1888 als junger Turner an. 1958 begann er, zunächst als Vizevorsitzender, seine ehrenamtliche Tätigkeit für den Verein. Von 1959 bis 1997 war er 38 Jahre lang Vorsitzender des TV Eichen. Bei seiner Verabschiedung wurde er zum Ehrenvorsitzenden ernannt.
Schweisfurth war auch langjähriger Mäzen und vielfacher Schirmherr der Chorgemeinschaft Kreuztal.
Aus der 1960 geschlossenen Ehe mit Sonja Bettendorf gingen zwei gemeinsame Söhne hervor.

## Ehrungen
- 1980: DTB-Ehrennadel
- 1984: DTB-Ehrenbrief
- 1988: WTB-Ehrenplakette
- 1997: Ehrenteller des TV Eichen 1888
- 1997: Ehrenvorsitz des TV Eichen 1888
- 2003: Bundesverdienstkreuz 1. Klasse (7. Januar 2003)
- 2004: Ehrenbürgerschaft der Stadt Kreuztal (31. Januar 2004)
- Ehrenmitgliedschaft beim TV Oerlikon, Schweiz[4]